# Acalypha mutissi
Acalypha mutissi é uma espécie de flor do gênero Acalypha, pertencente à família Euphorbiaceae.